# Tirreno-Adriatico 1970
La Tirreno-Adriatico 1970, quinta edizione della corsa, si svolse dall'11 al 15 marzo 1970 su un percorso di 913 km, suddiviso su 5 tappe (l'ultima suddivisa su 2 semitappe). La vittoria fu appannaggio del belga Antoon Houbrechts, che completò il percorso in 24h50'25", precedendo gli italiani Italo Zilioli e Felice Gimondi.

## Tappe
| Tappa  | Data     | Percorso                                            | km  | Vincitore di tappa | Leader cl. generale |
| ------ | -------- | --------------------------------------------------- | --- | ------------------ | ------------------- |
| 1ª     | 11 marzo | Casal Palocco > Fiuggi                              | 192 | Marcello Bergamo   | Marcello Bergamo    |
| 2ª     | 12 marzo | Alatri > Pescasseroli                               | 176 | Willy Vekemans     | Roberto Ballini     |
| 3ª     | 13 marzo | Pescasseroli > Pineto                               | 200 | Patrick Sercu      | Roberto Ballini     |
| 4ª     | 14 marzo | Pineto > Civitanova Marche                          | 229 | Mario Nicoletti    | Roberto Ballini     |
| 5ª-1   | 15 marzo | San Benedetto del Tronto > San Benedetto del Tronto | 98  | Guerrino Tosello   | Antoon Houbrechts   |
| 5ª-2   | 15 marzo | San Benedetto del Tronto (cron. individuale)        | 18  | Felice Gimondi     | Antoon Houbrechts   |
| Totale | Totale   | Totale                                              | 913 |                    |                     |

## Classifiche finali

### Classifica generale - Maglia azzurra
| Pos. | Corridore          | Squadra              | Tempo     |
| ---- | ------------------ | -------------------- | --------- |
| 1    | Antoon Houbrechts  | Salvarani            | 24h50'25" |
| 2    | Italo Zilioli      | Faemino-Faema        | a 30"     |
| 3    | Felice Gimondi     | Salvarani            | a 35"     |
| 4    | Vittorio Adorni    | Scic                 | a 1'21"   |
| 5    | Franco Bitossi     | Filotex              | a 1'22"   |
| 6    | Patrick Sercu      | Dreher               | a 1'36"   |
| 7    | Giancarlo Polidori | Scic                 | a 1'46"   |
| 8    | Marcello Bergamo   | Filotex              | a 1'59"   |
| 9    | Renato Laghi       | Sagit                | a 2'34"   |
| 10   | Aldo Moser         | G.B.C.-Itla-TV Color | a 2'40"   |